# Mohammed al-Haddsch ibn Abi Bakr ad-Dila'i
Mohammed al-Haddsch ibn Abi Bakr ad-Dila'i (arabisch أبو عبد الله محمد الحاج بن محمد بن أبي بكر الدلائي, DMG Abū ʿAbd Allāh Muḥammad al-Ḥāǧǧ b. Muḥammad b. Abī Bakr ad-Dilāʾī; * 1588 oder 1589; † 1672 in Tlemcen) war seit etwa 1635 Anführer der gegen die schwache marokkanische Zentralmacht der Saadier-Sultane opponierenden Dila-Bruderschaft.
Er war der Enkel des Gründers der Bewegung Abu Bakr ibn Muhammad (1537–1612). Im Jahr 1641 nahm Mohammed al-Haddsch an der Spitze der ihm angeschlossenen berberischen Truppen die Stadt Fès ein und ließ sich dort im Jahr 1659 zum Sultan proklamieren. Im Jahr 1663 verlor die Dilaʾ-Bruderschaft die Stadt jedoch gegen das aus dem Süden Marokkos vorrückende Heer der Alaouiten und ein Jahr später erlitt sie eine endgültige Niederlage gegen den Sultan Moulay ar-Raschid.